# Heterusia ceresia
Heterusia ceresia är en fjärilsart som beskrevs av Druce 1893. Heterusia ceresia ingår i släktet Heterusia och familjen mätare. Inga underarter finns listade i Catalogue of Life.